# Sammy Adjei
Pour les articles homonymes, voir Adjei.
Ne doit pas être confondu avec Sammi Adjei.
Samuel Adjei, né le 1er septembre 1980 à Accra, est un footballeur ghanéen. Il joue au poste de gardien de but avec l'équipe du Ghana et les Hearts of Oak.

## Carrière

### En club
- 1998-1999 : AS Saint-Étienne –  France
- 1999-2003 : Hearts of Oak –  Ghana
- 2003-2004 : Club africain –  Tunisie
- 2004-2005 : Hearts of Oak –  Ghana
- 2005-2008 : MS Ashdod –  Israël
- 2008- : Hearts of Oak –  Ghana

### En équipe nationale
Il est le titulaire de l'équipe du Ghana au poste de gardien de but. Il a joué les trois matchs de son équipe lors de la coupe d'Afrique des nations de football 2006.
Adjei a participé à la coupe du monde 2006 avec l'équipe du Ghana.
Il compte 37 sélections en équipe nationale entre 2001 et 2007.